# Pagida salticiformis
Espèce
Synonymes
- Palaephatus salticiformis O. Pickard-Cambridge, 1883

Pagida salticiformis est une espèce d'araignées aranéomorphes de la famille des Thomisidae.

## Distribution
Cette espèce se rencontre au Sri Lanka et en Inde au Tamil Nadu,.

## Publication originale
- O. Pickard-Cambridge, 1883 : On some new genera and species of spiders. Proceedings of the Zoological Society of London, vol. 1883, p. 352-365 (texte intégral).